# میلر (نام)
میلر (به انگلیسی: Miller) و میلار نام‌های خانوادگی با منشأ انگلیسی، انگلیسی باستان یا اسکاتس هستند. دو گونه دارای اشتراک لفظی برای میلر وجود دارد، یکی که به عنوان نام خانوادگی برای آسیابان‌ها به وجود آمدو دیگری که به عنوان نامی خانوادگی برگرفته شده از محل سکونت اهالی گلاسگو به وجود آمد. میلری که ریشه اش شغلی است ممکن است از بسیاری از نام‌های خانوادگی
هم‌خانواده از دیگر نام‌های خانوادگی اروپایی، نظیر Mueller, Müller, Mühler, Moller, Möller, Møller, Myller, و غیره ایجاد شده باشد.

## در آمریکای شمالی
نام خانوادگی میلر در کانادا و آمریکای شمالی ممکن است نتیجهٔ انگلیسی‌سازی اینها نیز باشد:
- نام‌های خانوادگی آلمانی الاصل مثل Müller, "Mueller", "Moeller", "Muller" و "Mahler", که همه هم ریشهٔ میلر هستند.
- نام‌های دیگر زبان‌های اروپایی -مثل Meunier فرانسوی، Dumoulin, Demoulins و Moulin, - Molenaar, Mulder و Smulders, هلندی- Møller, ایتالیایی- Molinaro و Molinari, اسپانیولی- Molinero, Romanian - Morariu, مجاری- Molnár, اسلاویی- Mlinar or Melnik, یونانی- Mylonas (Μυλωνάς) etc.

میلر سومین نام خانوادگی پرکاربرد در میان یهودیان آمریکا (پس از کوئن و لوی), است که هم ریشه زبان ییدیش Müller, است که مولر (מיללער) یا میلنر(מילנער) می‌شود.